# Carex radiciflora
Carex radiciflora är en halvgräsart som beskrevs av Stephen Troyte Dunn. Carex radiciflora ingår i släktet starrar, och familjen halvgräs. Inga underarter finns listade i Catalogue of Life.